# Puszka membranowa
Puszka membranowa – ciśnieniowy element pomiarowy. Puszka membranowa zbudowana jest z dwóch membran połączonych obrzeżem. Jedna z membran przymocowana jest sztywno do obudowy przyrządu (w niektórych przyrządach położenie tej membrany można regulować). Druga membrana, połączona jest z mechanizmem wskazującym, może swobodnie wyginać się pod wpływem różnicy ciśnień między wnętrzem puszki a otoczeniem. 
Rodzaje puszek membranowych to: 
- puszka różnicowa,
- puszka aneroidowa.